# Getal van Sherwood
Het getal van Sherwood is een dimensieloos getal dat de verhouding weergeeft tussen massatransport door convectie enerzijds en diffusie anderzijds. Het is het massatransport-equivalent van het getal van Nusselt.
{\displaystyle Sh={k_{c}L \over D_{v}}}
kc = massatransportcoëfficiënt [m s−1]
L = karakteristieke lengte [m]
Dv = diffusiecoëfficiënt [m2 s−1]
Het getal is genoemd naar Thomas Kilgore Sherwood (1903-1976), een Amerikaanse professor chemische technologie aan het MIT.
Archimedes ·
Atwood ·
Bagnold ·
Bejan ·
Biot ·
Bond ·
Brinkman ·
capillair getal ·
Cauchy ·
Damköhler ·
Darcy ·
Dean ·
Deborah ·
Eckert ·
Ekman ·
Eötvös ·
Euler ·
Froude ·
Galilei ·
Graetz ·
Grashof ·
Görtler ·
Hagen ·
Iribarren ·
Keulegan-Carpenter ·
Knudsen ·
Laplace ·
Lewis ·
Mach ·
Marangoni ·
Morton ·
Nusselt ·
Ohnesorge ·
Péclet ·
Prandtl ·
Rayleigh ·
Reynolds ·
Richardson ·
Roshko ·
Rossby ·
Rouse ·
Schmidt ·
Sherwood ·
Shields ·
Stanton ·
Stokes ·
Strouhal ·
Stuart ·
Suratman ·
Taylor ·
Ursell ·
Weber ·
Weissenberg ·
Womersley